# Fénylő kacérkolibri
A fénylő kacérkolibri (Lophornis stictolophus) a madarak osztályának sarlósfecske-alakúak (Apodiformes) rendjébe és a kolibrifélék (Trochilidae) családjába tartozó faj.

## Rendszerezése
A fajt Osbert Salvin és Daniel Giraud Elliot írták le 1873-ban.

## Előfordulása
Kolumbia, Ecuador, Peru és Venezuela területén honos. Természetes élőhelyei a szubtrópusi és trópusi síkvidéki esőerdők, száraz erdők, szavannák és bokrosok, valamint másodlagos erdők.

## Megjelenése
Testhossza 7 centiméter.

## Természetvédelmi helyzete
Az elterjedési területe korlátozott, egyedszáma viszont ismeretlen. A Természetvédelmi Világszövetség Vörös listáján nem fenyegetett fajként szerepel.